# Vœux du héron

Les Vœux du héron est un poème satirique flamand composé vers 1346, qui explique les causes de la guerre de Cent Ans. 

## Contexte
Robert III d'Artois est l'artisan de l'avènement de Philippe VI de Valois sur le trône de France en 1328. Pourtant, Édouard III d'Angleterre se considère comme le légitime héritier de la couronne, le roi défunt étant son oncle maternel Charles IV le Bel, alors que Philippe VI n'est que son cousin. Philippe accède au trône grâce à l'invocation de la loi salique, qui exclut les femmes du trône et prive ainsi Édouard III du trône de France. Robert d'Artois soutient Philippe VI car il souhaite que ce dernier lui rétrocède le comté d'Artois, qui a été confié à sa tante Mahaut en 1302. Robert prépare son troisième procès contre sa tante, lorsque celle-ci meurt en 1329. L'affaire de l'héritage d'Artois n'est pas pour autant achevée car Robert se retrouve accusé en 1331 d'avoir fabriqué des faux pour faciliter sa reprise de l'Artois. Il est banni du royaume de France en avril 1332. Errant en Flandre d'abord, il rejoint la cour d'Édouard III en 1334. Robert d'Artois a sans doute un impact décisif sur le déclenchement de la guerre de Cent Ans, puisqu'il conseille au roi d'Angleterre de revendiquer son héritage lorsque Philippe VI confisque en 1337 la Guyenne.

## Légende
Pourtant, Édouard semble réticent à s'engager dans une guerre coûteuse contre la France, alors que celle-ci s'était déjà emparée avec succès de la Guyenne lors de la guerre de Saint-Sardos en 1324. Robert d'Artois aurait, selon le poème flamand, apporté un héron lors d'un banquet royal et lancé au roi : 

« Et puis que couers est, je dis à mon avis,
C’au plus couart qui soit ne qui oncques fust vis
Donrrai le hairon, ch’est Edouart Loeis,
Deshiretés de Franche, le nobile pais,
Qu’il en estoit drois hoirs; mès cuers li est falis,
Et por sa lasquethé en morra dessaisis;
S’en dois bein au hairon voer le sien avis. »

 Le poème est une véritable satire des deux personnages : Robert apparait comme l'instigateur rusé de la guerre et Édouard III comme sa victime naïve.
Bien qu'il s'agisse sans doute d'un récit fictif, les historiens modernes considèrent que le poème révèle pourtant la vérité quant à la véritable relation entre Robert d'Artois et Édouard III.

## Postérité
Le thème du vœu du héron est repris par l'écrivain Maurice Druon, dans le sixième tome des Rois maudits, intitulé Le Lis et le Lion et paru en 1960. Cet événement engendre immédiatement le début des hostilités entre la France et l'Angleterre.